# Jani Allan

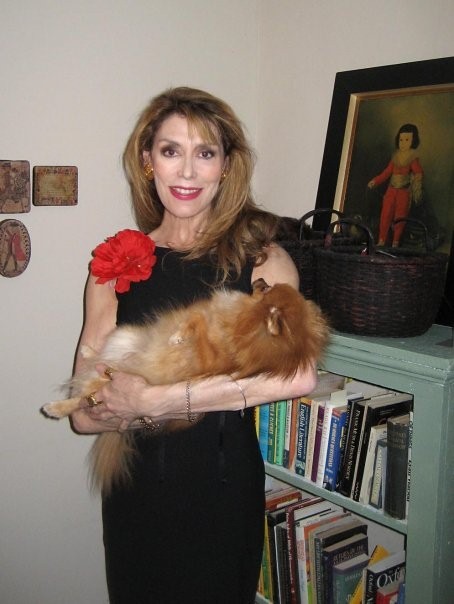
Jani Allan, 2010

Jani Allan (* 11. September 1952 in Südafrika; † 25. Juli 2023 in Newtown, Bucks County, Pennsylvania, Vereinigte Staaten) war eine südafrikanische Kolumnistin, Schriftstellerin und Rundfunksprecherin. Allan studierte an der Witwatersrand-Universität in Johannesburg. Sie war eine der bekanntesten und meistgelesenen Kolumnistinnen des Landes.
1980 wurde Allan Kolumnist der zentristischen Zeitung „Sunday Times“, der größten wöchentlichen Zeitung des Landes. In den nächsten zehn Jahren war sie die meistgelesene Kolumnistin der Zeitung und veröffentlichte Kolumnen wie Just Jani, Jani Allans Woche und Face to Face. Auf dem Höhepunkt ihres Ruhmes gab ihre Zeitung 1987 eine Gallup-Umfrage in Auftrag, um „die am meisten bewunderte Person in Südafrika“ zu finden. Im Jahr 2015 beschrieb Marianne Thamm vom Daily Maverick Allan als „einflussreichste Schriftstellerin und Kolumnistin des Landes“.
Sie wurde später über die Art ihrer Beziehung zu einem Interviewthema, Eugène Terre’Blanche, zum Thema des Presseinteresses. Allan bestritt nachdrücklich die Vorwürfe der Affäre und erließ eine einstweilige Verfügung gegen Terre’Blanche. Allan musste Südafrika verlassen, als ihre Wohnung 1989 von der Rechten bombardiert wurde. Nach einer kurzen Zeit im Londoner Büro ihrer Zeitung trennte sie sich von der Zeitung. Sie verfolgte dann freie Schreibgelegenheiten und veröffentlichte eine regelmäßige Kolumne für Scope. Allan reichte 1992 in London eine erfolglose und vielfach publizierte Verleumdungsklage gegen den Sender Channel 4 wegen der Vorwürfe ein.
1996 kehrte sie nach Südafrika zurück, veröffentlichte eine gesponserte Web-Kolumne und präsentierte eine Radiosendung über Cape Talk. Nach einer längeren Pause kehrte sie 2013 in die südafrikanischen Medien zurück und erfand sich als Restaurant-Tagebuchschreiberin und Tierschützerin neu. 2014 machte sie weltweit Schlagzeilen, nachdem sie einen offenen Brief an den beschuldigten Mörder Oscar Pistorius veröffentlicht hatte. Jacana Media veröffentlichte Allans Memoiren, Jani Confidential am 16. März 2015. Allan schrieb weiterhin freiberufliche Meinungsartikel für südafrikanische Publikationen und ab 2018 regelmäßig für die New Yorker Zeitung Epoch Times. Allan lebte ab 2001 in den Vereinigten Staaten und war dort eine ständige Einwohnerin.
Jani Allan starb im Juli 2023 im Alter von 70 Jahren.